# David Willem Elias

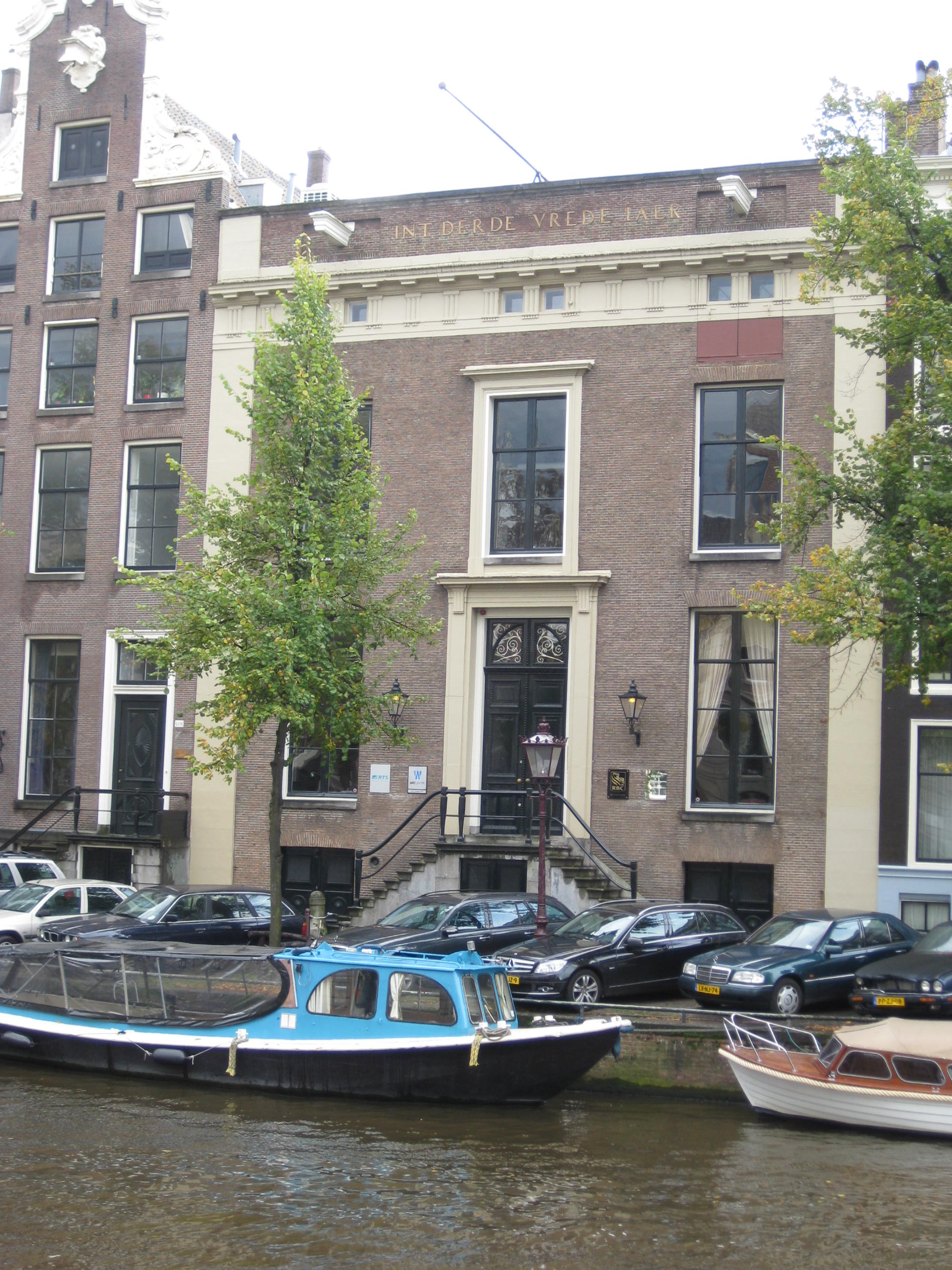
D.W. Elias woonde op Keizersgracht 604.

Jonkheer David Willem Elias (Amsterdam, 21 augustus 1758 - Amsterdam, 7 december 1828) was een conservatieve politicus en burgemeester van Amsterdam van 1813 tot 1828.
David Willem was de zoon van Gerbrand Elias en Machtelina Henrietta le Leu de Wilhelm. Hij promoveerde in 1778 te Leiden en werd achtereenvolgens advocaat bij het Hof van Holland, commissaris van zeezaken (1781), van kleine zaken (1782-1783), en van de desolate boedelkamer (1785-1787). In 1784 was hij schepen. In 1785 werd hij bewindhebber van de West-Indische Compagnie. In november 1787 werd hij tot stadspensionaris benoemd, een ambt hij in 1792 met dat van hoofdschout verwisselde. In dat laatste jaar verbood hij de uitgifte van een brief van Thomas Paine aan het Franse volk. In januari 1795, na de Bataafse Revolutie, moest hij aftreden.
In 1783 trouwde hij met Anthonia Faas (1763-1792), dochter van burgemeester Nicolaas Faas, en in 1793 met Catharina Susanna van de Poll (1754-1830), dochter van burgemeester Jan van de Poll.
Elias was van 1813 tot 1824 een van vier de burgemeesters van Amsterdam. In 1814 behoorde hij tot de Vergadering van Notabelen. In 1815 werd hij curator van het Athenaeum Illustre, lid van de Staten van Holland, maar ook in de adelstand verheven. Vanaf 1824, bij de wijziging van de bestuursvorm van de stad Amsterdam, vervulde hij als langstzittende magistraat tot en met 1828 zelfstandig de functie van burgemeester. In Amsterdam is de Burgemeester Eliasstraat naar hem vernoemd. 
- Biografisch Portaal: 51027522
- Digitale Bibliotheek voor de Nederlandse Letteren: elia012
- International Standard Name Identifier: 0000 0003 9490 6622
- Nederlandse Thesaurus van Auteursnamen: 070018642
- Parlement.com: vg09llumfxzv
- Virtual International Authority File: 289552780
- WorldCat: E39PBJmdpPpJdmRqrWDJGbQDv3